# Novopokrovka (Amur)
|  | Per a altres significats, vegeu «Novopokrovka». |

Novopokrovka (en rus: Новопокровка) és un poble de l'óblast de l'Amur, a Rússia, que el 2018 no tenia cap habitant, pertany al districte de Magdagatxi.